# Салман ибн Халифа Аль Халифа
Салман ибн Халифа Аль Халифа (араб. سلمان بن خليفة آل خليفة) — представитель королевской династии Бахрейна. С 4 декабря 2018 года министр финансов и национальной экономики. 

## Биография
Дата рождения Салмана неизвестна. Он является младшим сыном Халифы ибн Салмана, 1-го премьер-министра Бахрейна. Халифа второй сын хакима Бахрейна, Салмана ибн Хамада.
Салман получил степень бакалавра наук в области инвестиций и экономики в колледже Бэбсон в 1999 году. После этого, с 2000 по 2005 год он работал в инвестиционном банке UBS в Великобритании. Затем с 2008 по 2012 год он работал управляющим директором по глобальным рынкам в ближневосточном регионе в Deutsche Bank AG в Дубае.
Какое-то время работал секретарём Координационного комитета. Он также является членом министерского комитета по финансовым вопросам и сокращению расходов и комитета, ответственного за достижение финансового баланса.
С 2013 по 2018 год занимал должность генерального директора в аппарате первого заместителя премьер-министра.
4 декабря 2018 года Салман был назначен министром финансов и национальной экономики Бахрейна. Также Салман является заместителем председателя правления Национального управления нефти и газа.
С сентября 2022 года он является председателем совета директоров бахрейнской холдинговой компании Mumtalakat.

## Награды
- Орден Бахрейна 1-й степени

## Примечание
1. ↑  H.E. Shaikh Salman bin Khalifa Al-Khalifa (амер. англ.). مؤتمر القطاع المالي. Дата обращения: 27 мая 2024. Архивировано 27 мая 2024 года.
2. ↑  abdulaziz, mustafa. "الوطن" تنشر السيرة الذاتية للشيخ سلمان بن خليفة آل خليفة وزير المالية والاقتصاد الوطني (неопр.). Watan (4 декабря 2018). Дата обращения: 27 мая 2024. Архивировано 25 апреля 2023 года.
3. ↑  Reuters. Bahrain appoints cabinet with new finance minister after parliament vote (амер. англ.). Business Insider. Дата обращения: 27 мая 2024. Архивировано 27 мая 2024 года.
4. ↑  x.com. X (formerly Twitter). Дата обращения: 27 мая 2024.
5. ↑  HE Shaikh Salman bin Khalifa Al Khalifa (англ.). Mumtalakat. Дата обращения: 27 мая 2024. Архивировано 27 мая 2024 года.